# ALFEE (アルバム)
『ALFEE』（アルフィー）は1983年1月5日にリリースされたALFEEの6枚目のアルバム。

## 概要
1982年発売シングル「別れの律動」発売以降、ロックバンド「ALFEE」として活動開始した。結成から初めてグループ名をタイトルに冠した。
LPジャケットは、黒い背景に同色のロゴが配置されており、このロゴを触ると温度により色が変化する、というギミックが施された。経年劣化に依り変化は起こらなくなるため、現在は確認することが出来ない。
また、カセットのみ、シングル「別れの律動」B面「挽歌」を追加収録。

## 収録曲
全曲 作詞・作曲：高見沢俊彦 編曲：ALFEE（特記以外）

### LP
A面
1. 夢よ急げ
（編曲：井上鑑）
2. ロックンロール・ナイトショー
3. 別れの律動 (リズム)
4. ANGEL
5. A.D.1999

B面
1. 愛は想い出の中に
（編曲：井上鑑）
2. 君にしびれて
3. 君はパラダイス

曲中の女性の歌声は、事務所の女性シンガー。ライブは、高見沢が裏声で歌っている。
後にバナナフリッターズがアルバム『BANANA SENSATION』(1992年)でこの曲をカバーし(ただし原曲と異なりラストで一番のサビを繰り返している)、日髙のり子が女性パートを担当した。
4. 真夜中のロマンス
5. 不思議な関係
（編曲：井上鑑）
6. OVER DRIVE

### CT
1. 夢よ急げ
2. ロックンロール・ナイトショー
3. 別れの律動
4. ANGEL
5. A.D.1999
6. 挽歌
「別れの律動」B面曲。
7. 愛は想い出の中に
8. 君にしびれて
9. 君はパラダイス
10. 真夜中のロマンス
11. 不思議な関係
12. OVER DRIVE

## 参加ミュージシャン
(メンバーと当時のサポートメンバーの参加曲名は省略)
E. Guitar
- 高見沢俊彦
- 今剛(不思議な関係)

A. Guitar
- 坂崎幸之助

Bass Guitar
- 桜井賢
- 高水健司(不思議な関係)

Keyboard
- 山石敬之
- 井上鑑(夢よ急げ・愛は思い出の中に・不思議な関係)

Piano
- 山石敬之(ロックンロール・ナイトショー)

Drums
- 富岡義広
- 林立夫(不思議な関係)

Saxophpne and Flute
- K. Kikuchi(ロックンロール・ナイトショー・真夜中のロマンス)

Perc
- 浜口茂外也（ANGEL・君にしびれて・君はパラダイス・不思議な関係）